# Makatea
Makatea, alter Name Aurora, ist eine zu Französisch-Polynesien gehörende Koralleninsel im Nordwesten des Tuamotu-Archipels. Die Insel ist ein sogenanntes gehobenes Atoll, also ein Atoll, das nach der Riffbildung unter dem Einfluss vulkanischer Prozesse in benachbarten Meeresregionen über die Meeresoberfläche hinaus angehoben wurde. Makatea heißt auf polynesisch „weißer Stein“ nach dem bei dem Hebungsprozess zu Tage getretenen Kalkstein. Die Insel ist eine Teilgemeinde (Commune associée) der Gemeinde Rangiroa, zu der noch drei weitere Atolle gehören.

## Geschichte

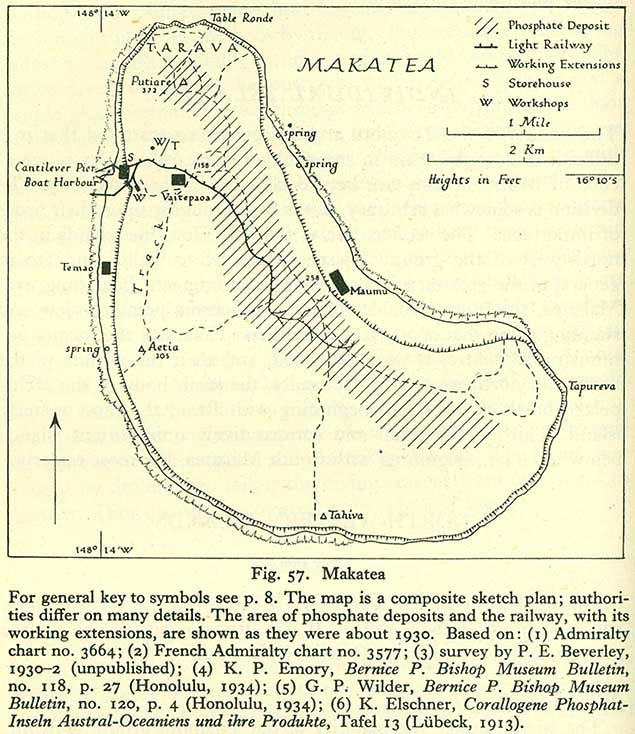
Alte Karte von Makatea

Die Insel wurde 1722 von dem Niederländer Jakob Roggeveen entdeckt. Er gab ihr den Namen „Eiland van verkwikking“ (Insel der Erquickung), weil er sich dort mit frischen Kräutern versorgte, die seiner an Skorbut erkrankten Mannschaft zugutekamen.
Zur Volkszählung 2007 hatte Makatea 61 Einwohner.

## Geografie
Die Insel liegt südlich der Palliser-Inseln, ihre Fläche beträgt 24 km². Höchste Erhebung ist der Mont Puutiare mit 110 Metern Höhe im Norden der Insel. Der Mont Aetia im Westen, die zweithöchste Erhebung, erreicht 90 Meter.
Hauptort ist das Dorf Moumu an der Ostküste. Vaitepaua ist eine Geisterstadt mit dem nahe gelegenen aufgegebenen Hafen Temao aus der Zeit des Phosphatabbaus, der mit Hilfe von Tagelöhnern aus ganz Polynesien und Asien von 1917 bis 1964 erfolgte. Dadurch ist die Insel heute von vielen tiefen Hohlkammern durchzogen. Makatea war neben Nauru und Banaba eine der ergiebigsten Phosphatinseln des Pazifiks.
Weitere Orts- oder Gliederungsnamen sind Teaupototo (Norden), Anapoto (Osten), Vaiaua (Südosten) und Tahiva (Südwesten).
Die Bewohner leben wesentlich von der Subsistenzwirtschaft, vom Kopraanbau, dem Fischfang und Handel mit Palmendieb-Krabben in geringem Umfang.